# Centro Jujol - Can Negre
Can Negre es una masía ubicada en San Juan Despí, transformada por el arquitecto modernista Josep Maria Jujol i Gibert entre 1915 y 1930. Es la sede del Centro Jujol-Can Negre, un espacio museístico municipal destinado a la realización de actividades culturales diversas y que está integrado en la Red de Museos Locales de la Diputación de Barcelona.

## Historia
El edificio original fue construido en el siglo XVII; a principios del siglo XX era propiedad del abogado y propietario rural Pere Negre i Jover (1867-1939), quien conoció a Jujol gracias a la amistad de su esposa con Josefa Romeu, tía de Jujol. El primer proyecto de reforma de Can Negre debía integrar un edificio de origen rural en la nueva trama urbana y convertir una masía en una casa aristocrática. Dicha reforma fue encargada por Pere Negre a Jujol, quien realizó la reforma y ampliación del edificio en varias etapas, adecuándose al presupuesto del propietario. Primero se llevó a cabo la reforma (1915-1917), seguida por la ampliación (1917-1921) y la decoración (1920-1926).
La casa se fue deteriorando con los años, y en 1966 pasó a ser propiedad del Ayuntamiento de San Juan Despí gracias a la donación de los herederos de la familia Negre. En 1982 los arquitectos Antoni Navarro, Gabriel Robert y Xavier Güell redactaron un primer proyecto de rehabilitación y empezaron la consolidación de los forjados y la restauración de la planta baja. La casa fue completamente rehabilitada entre 1984 y 1990 bajo la dirección del arquitecto Francesc Xavier Asarta y con la financiación del Ayuntamiento y la Diputación de Barcelona.

## Edificio
La fachada principal es el elemento más relevante del edificio; está coronada por líneas ondulantes a semejanza de las fachadas barrocas, con un componente de asimetría que no rompe la armonía del conjunto. Se conservaron las aperturas originales de la fachada, pero se les dio un nuevo estilo, diseñando la tribuna principal siguiendo la forma de un sorprendente carruaje. Una orla resigue el perfil sinuoso de la parte superior, con cinco medallones que forman la inscripción Ave gratia plena dominus tecum. La decoración combina esgrafiado, trencadís, madera, hierro y yeso.
En el interior destaca la escalera de acceso al primer piso, rematada por una cúpula helicoidal de planta octogonal, desde la que se divisa un plafón en el techo formado por triángulos pintados en azul y blanco y presidido por un ángel. La casa dispone también de una pequeña capilla de planta elíptica de estilo barroco.

## Galería de fotos

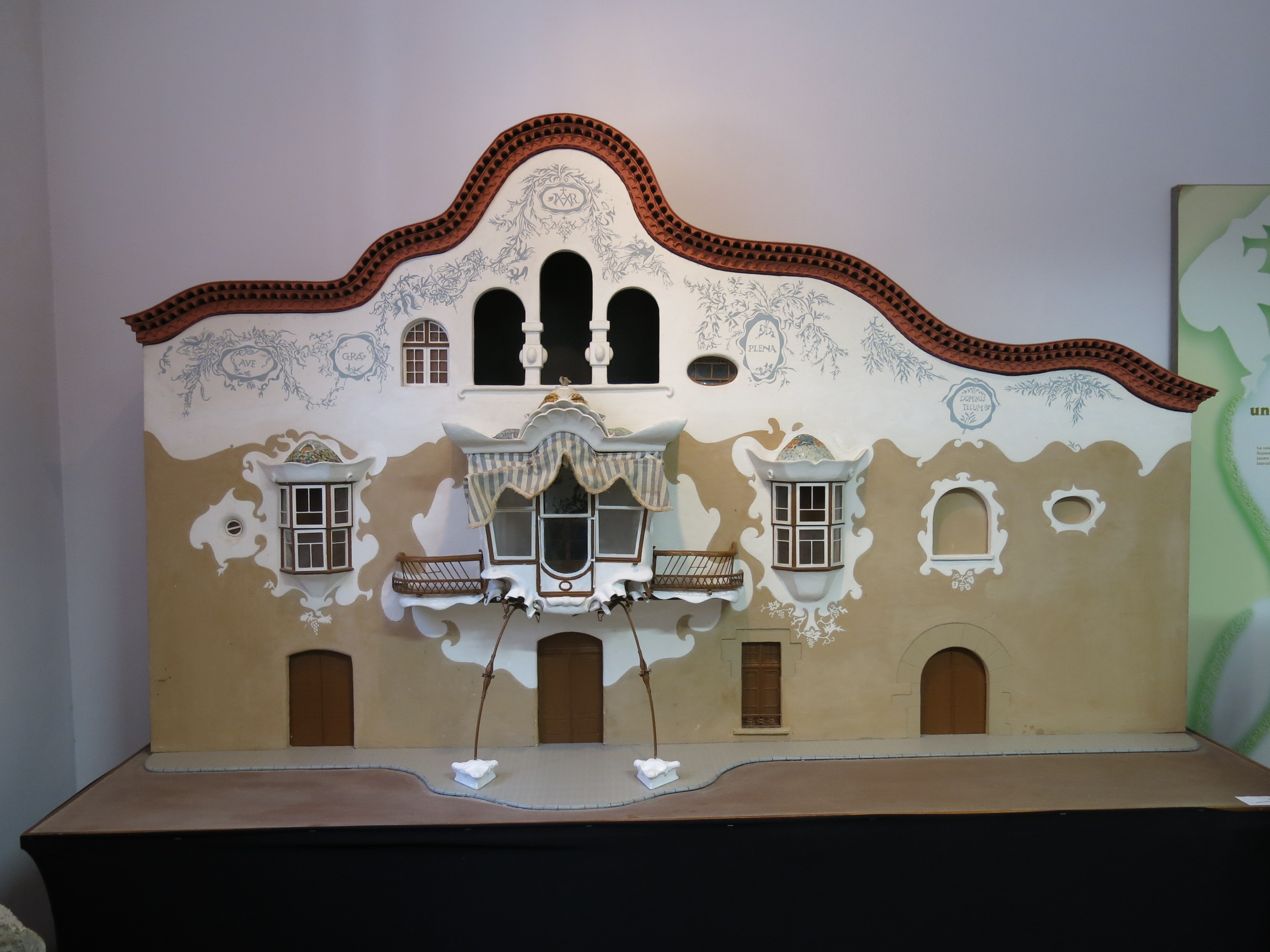
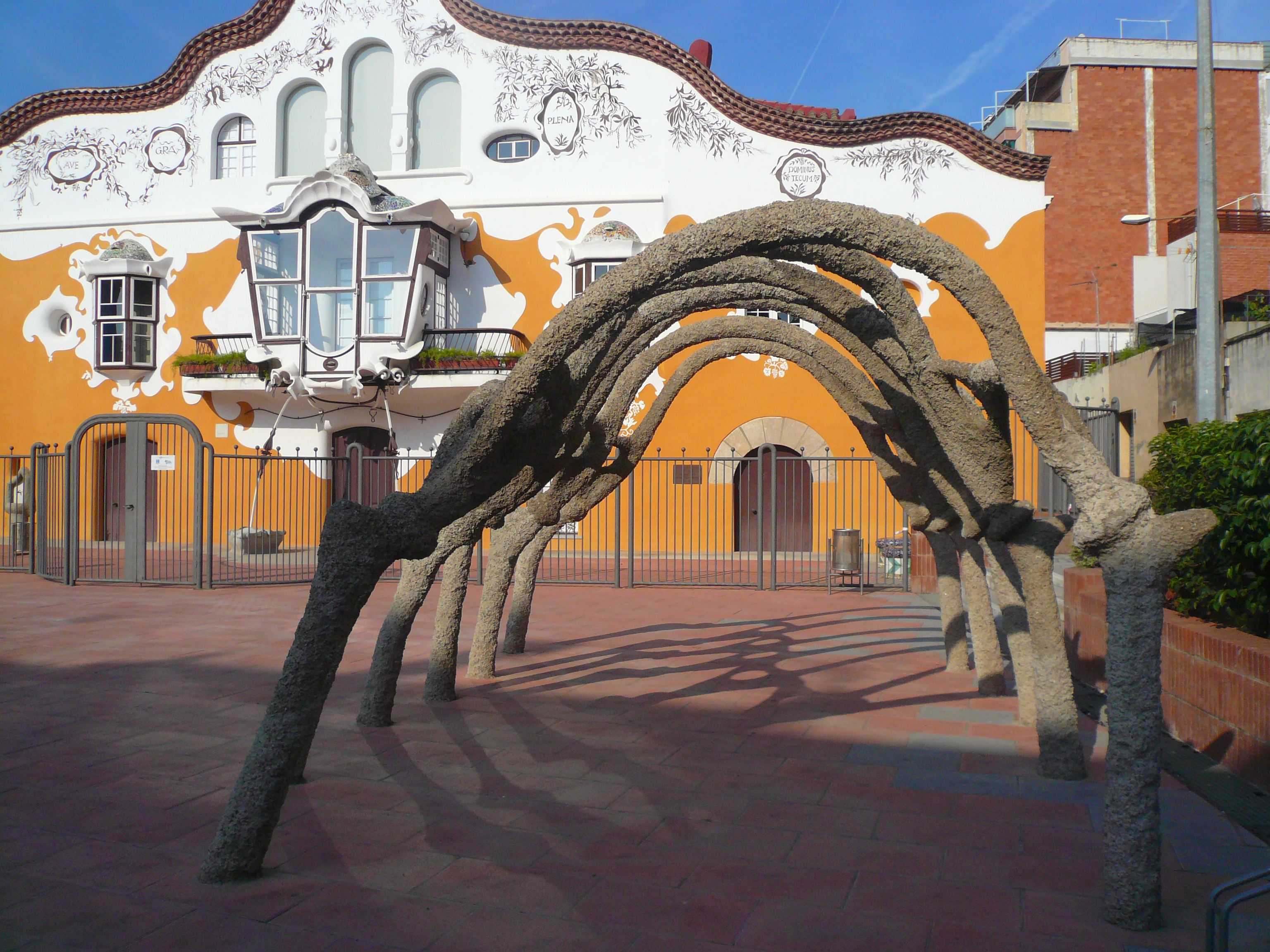
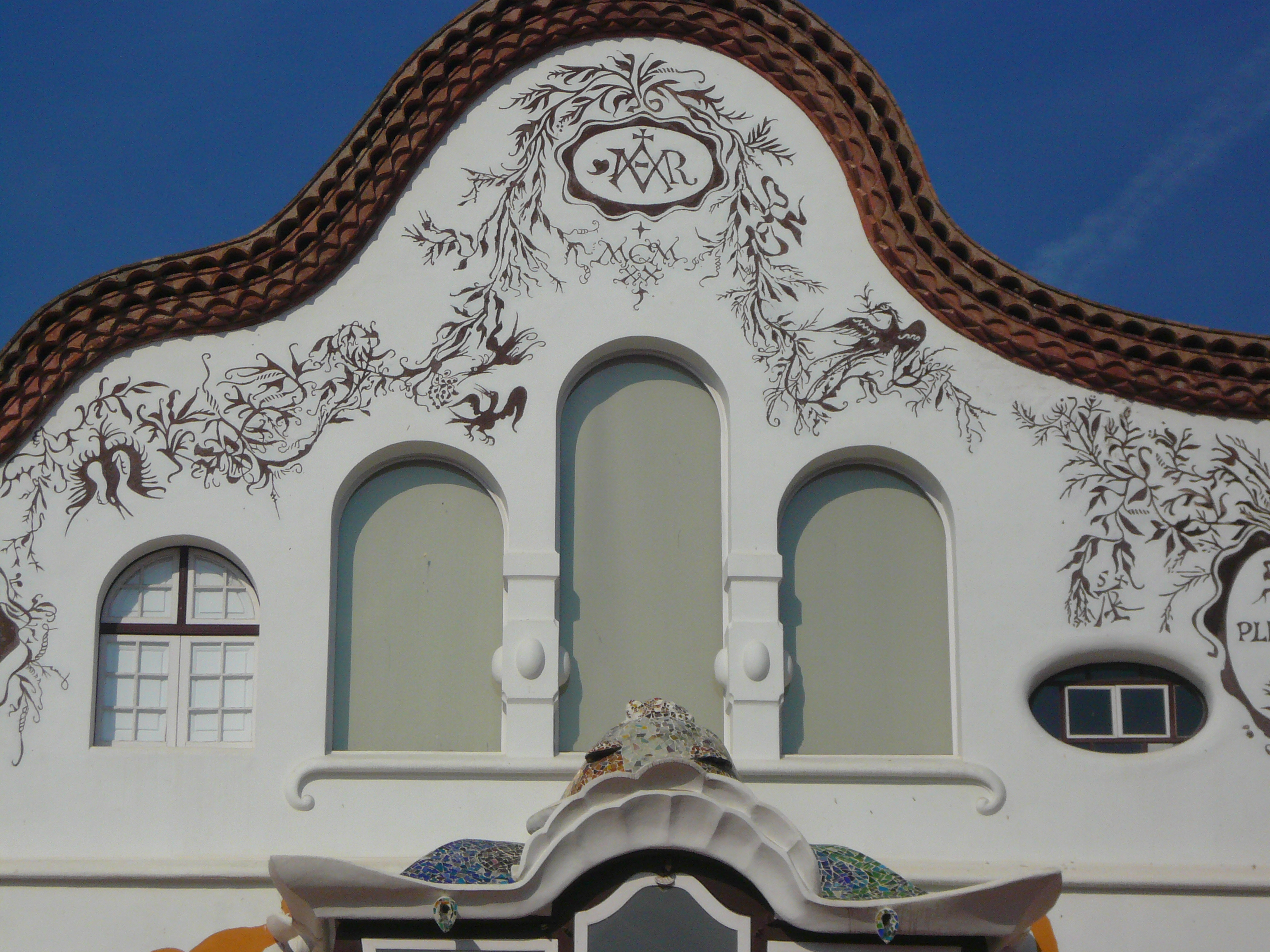
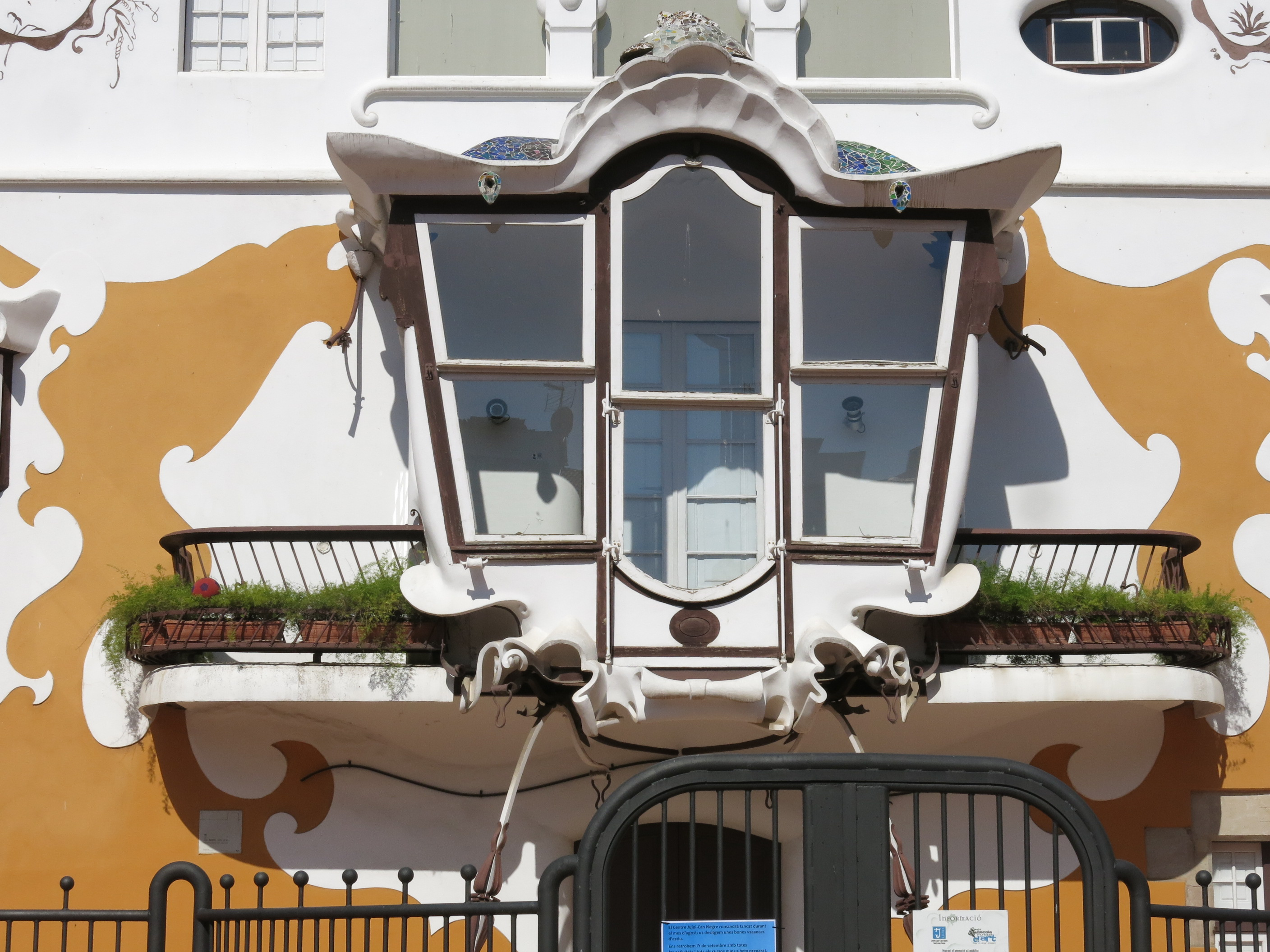
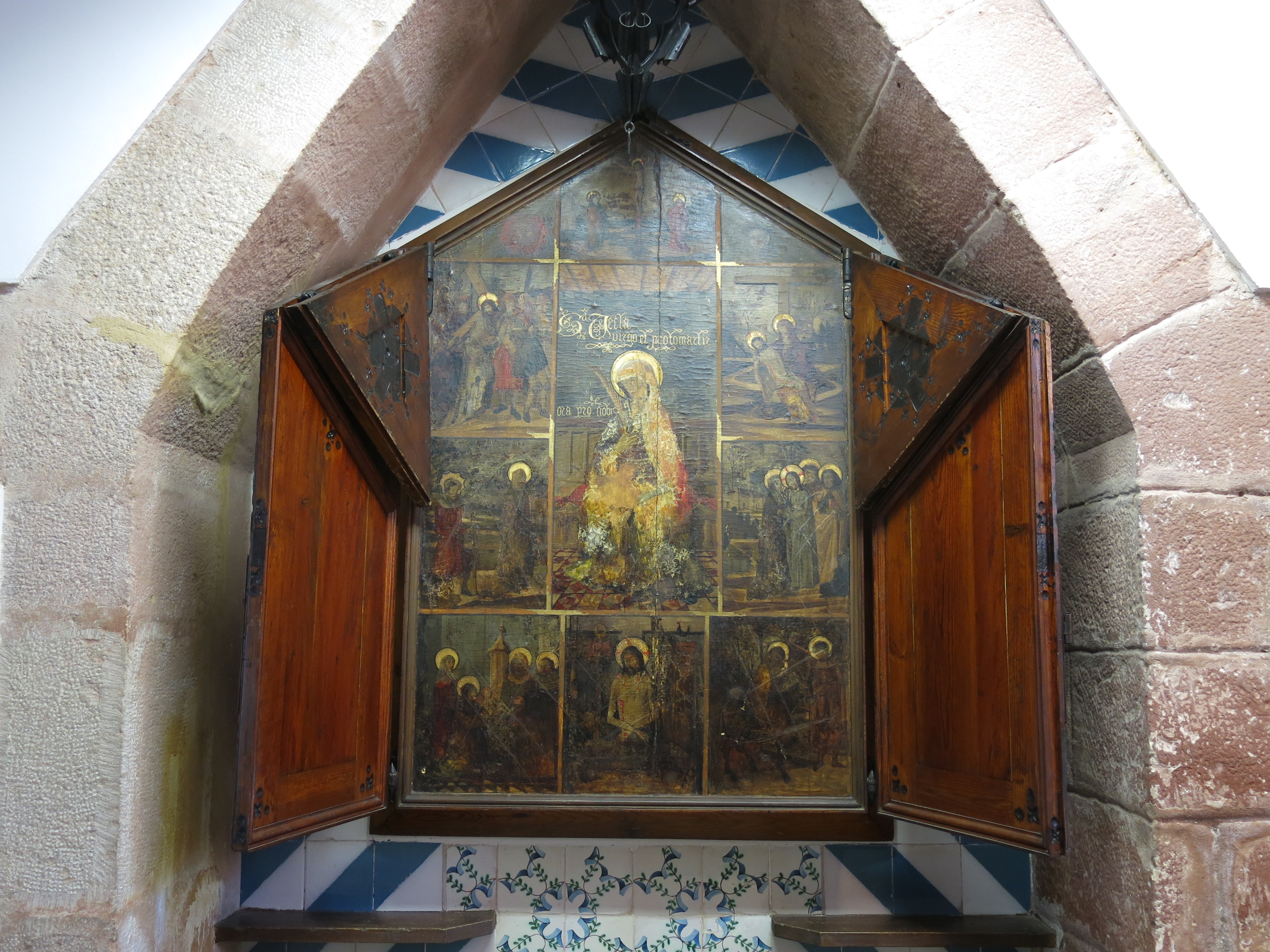
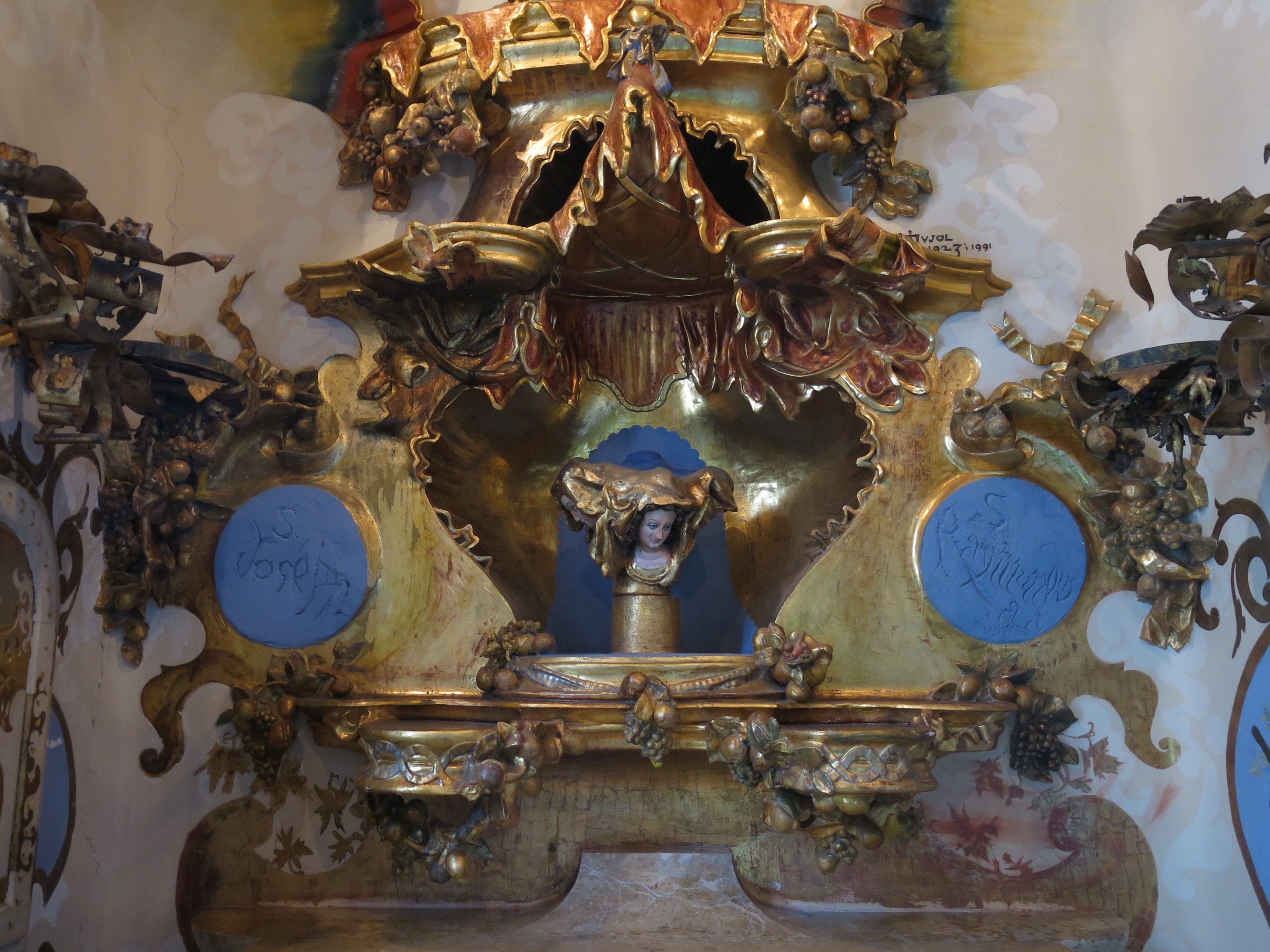
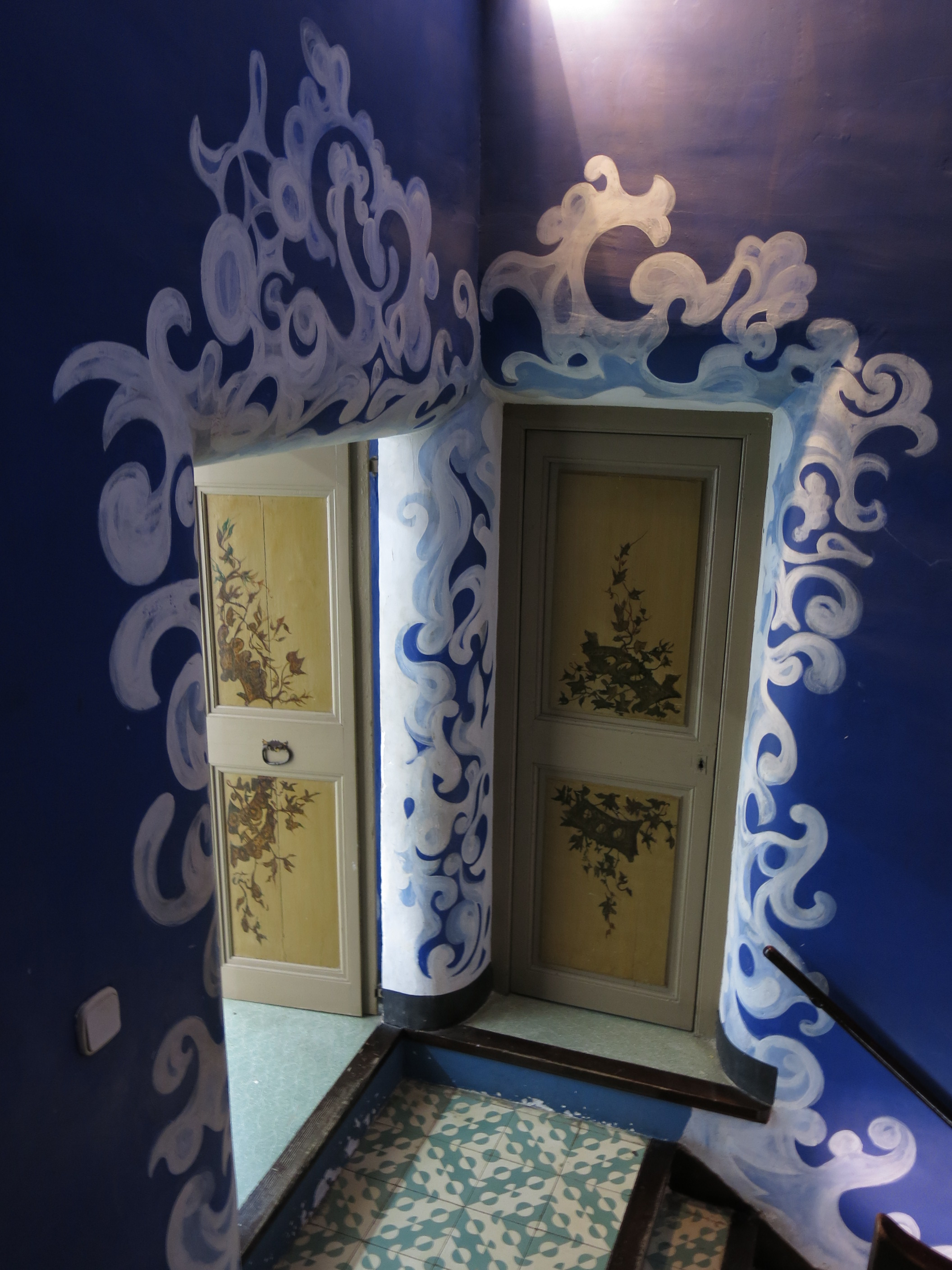
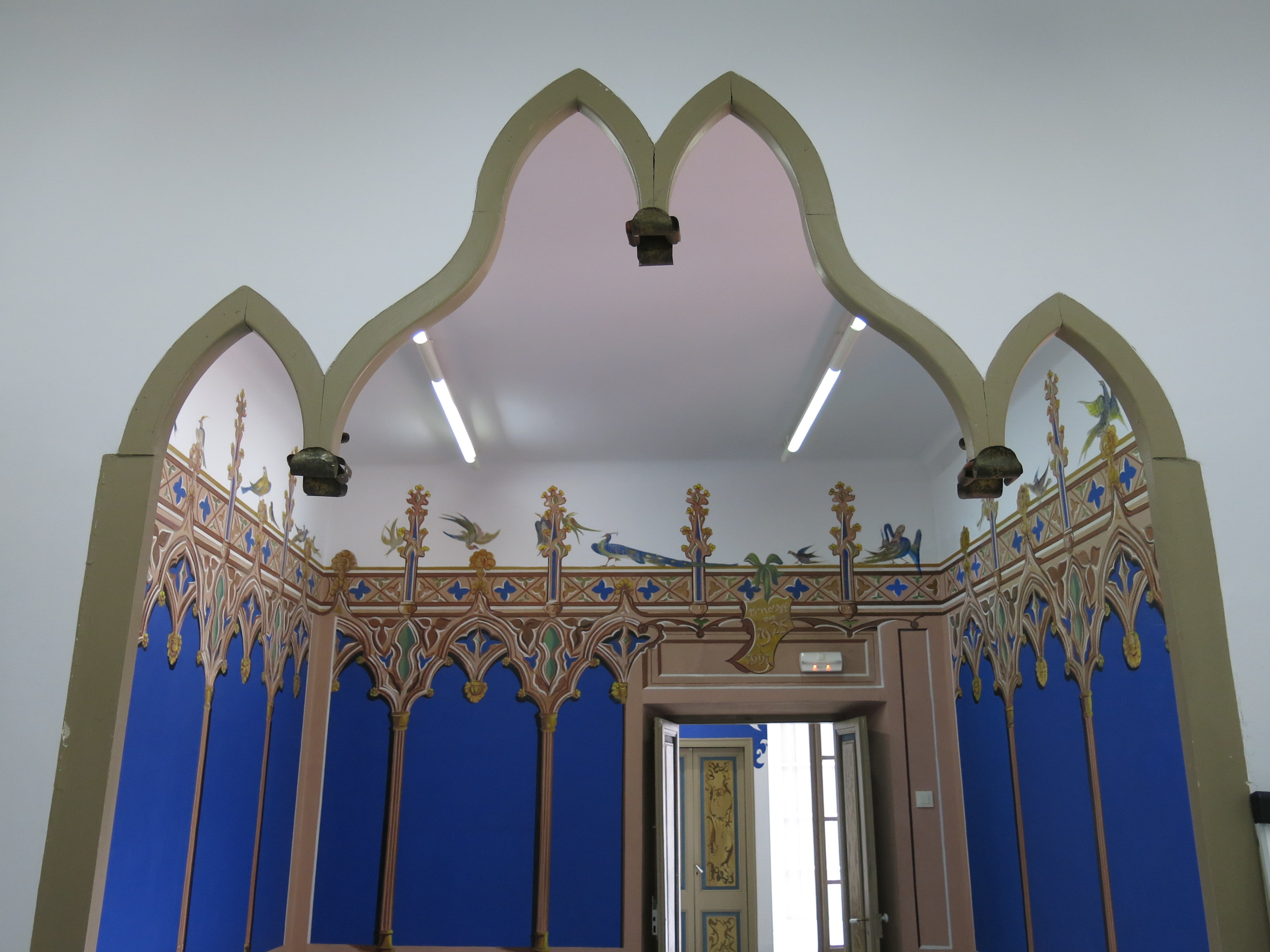
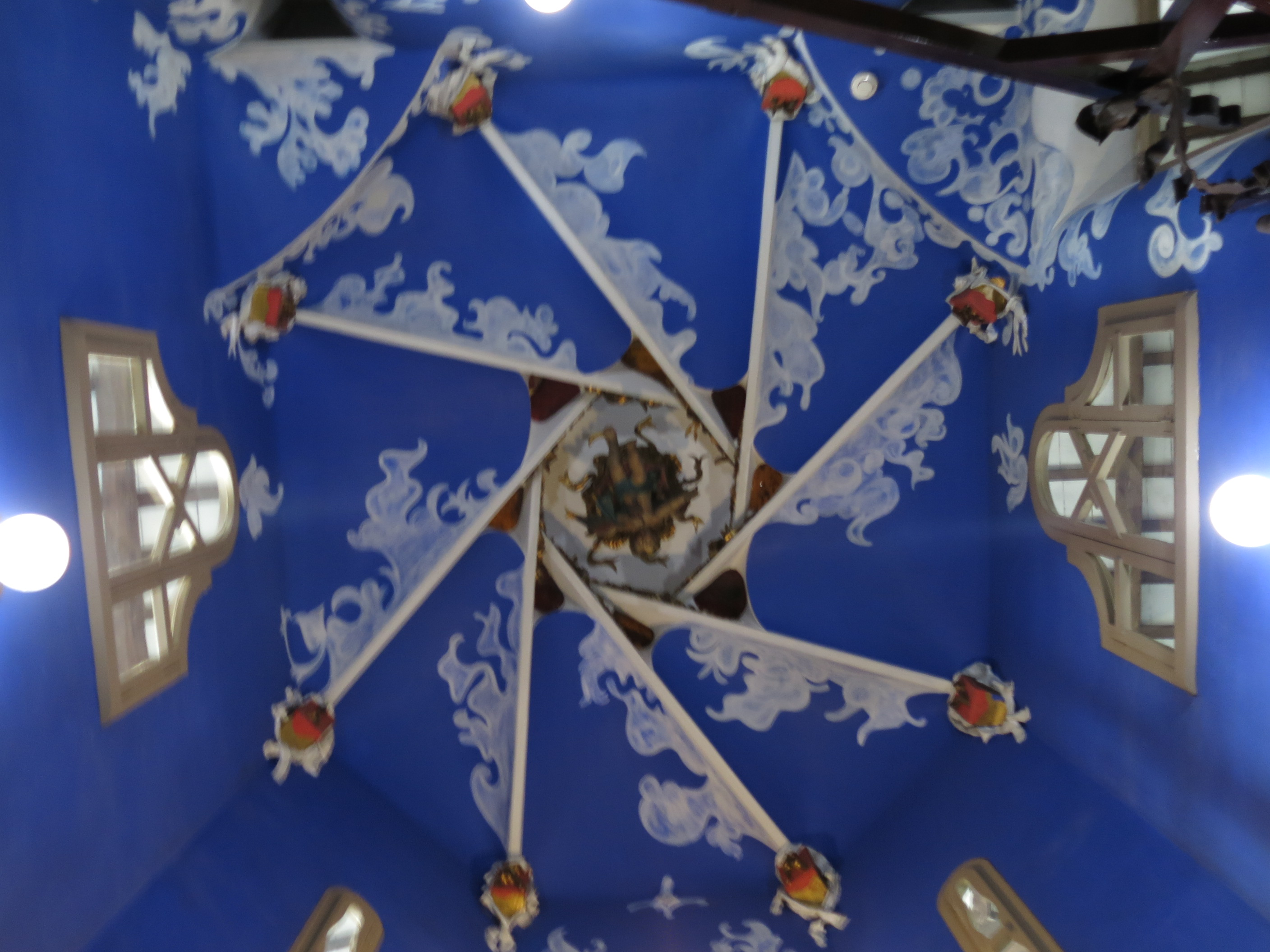
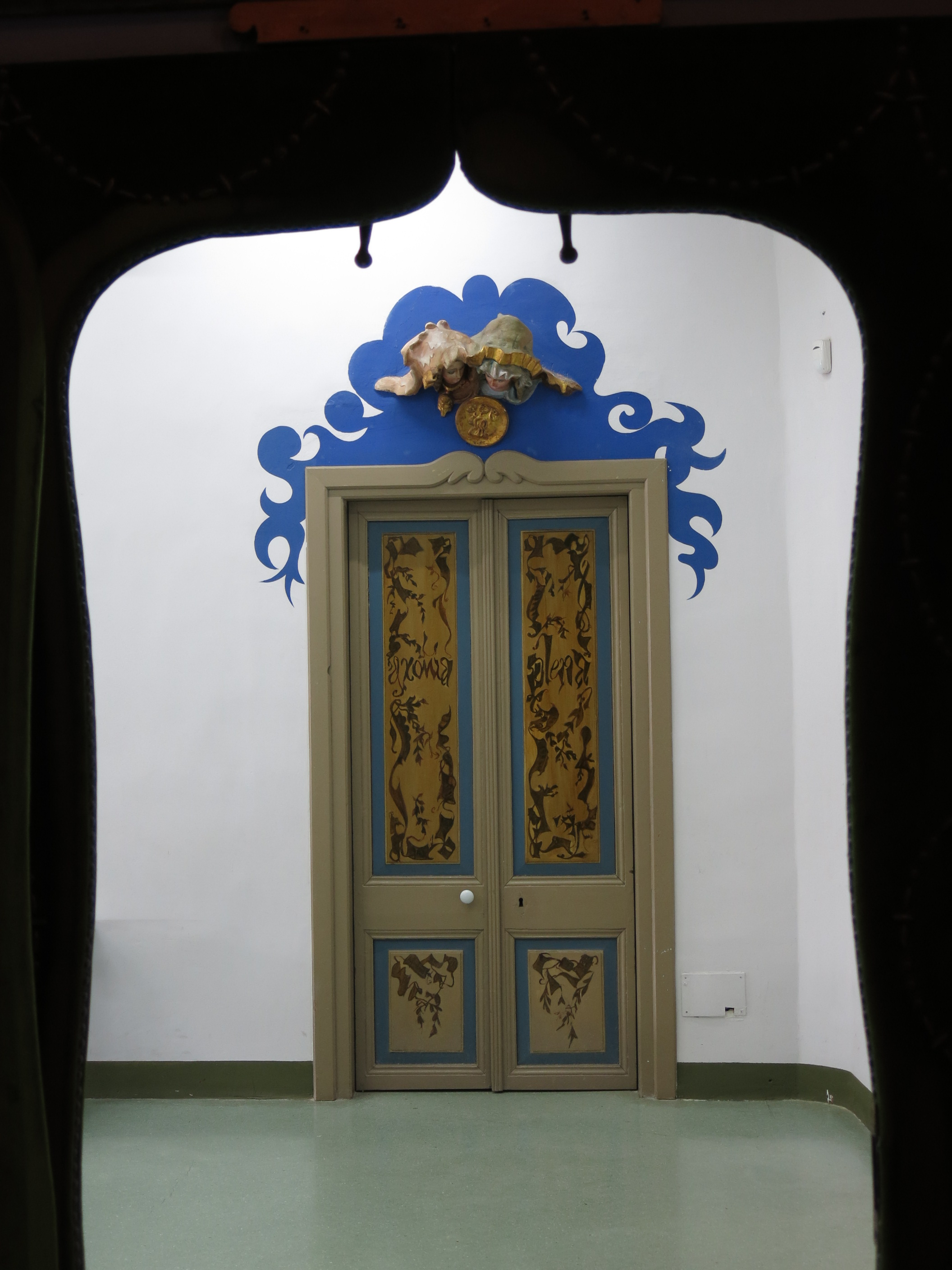
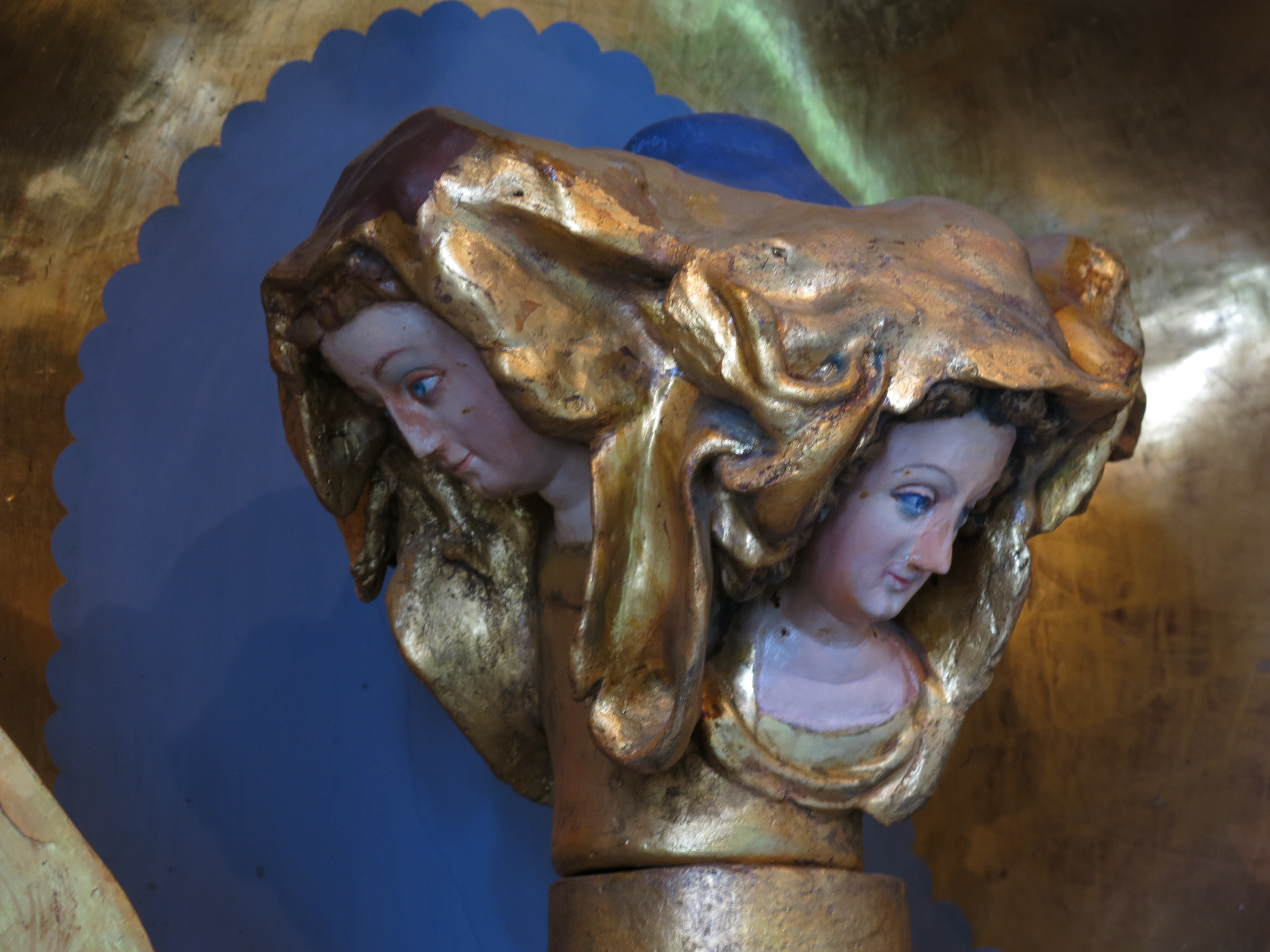
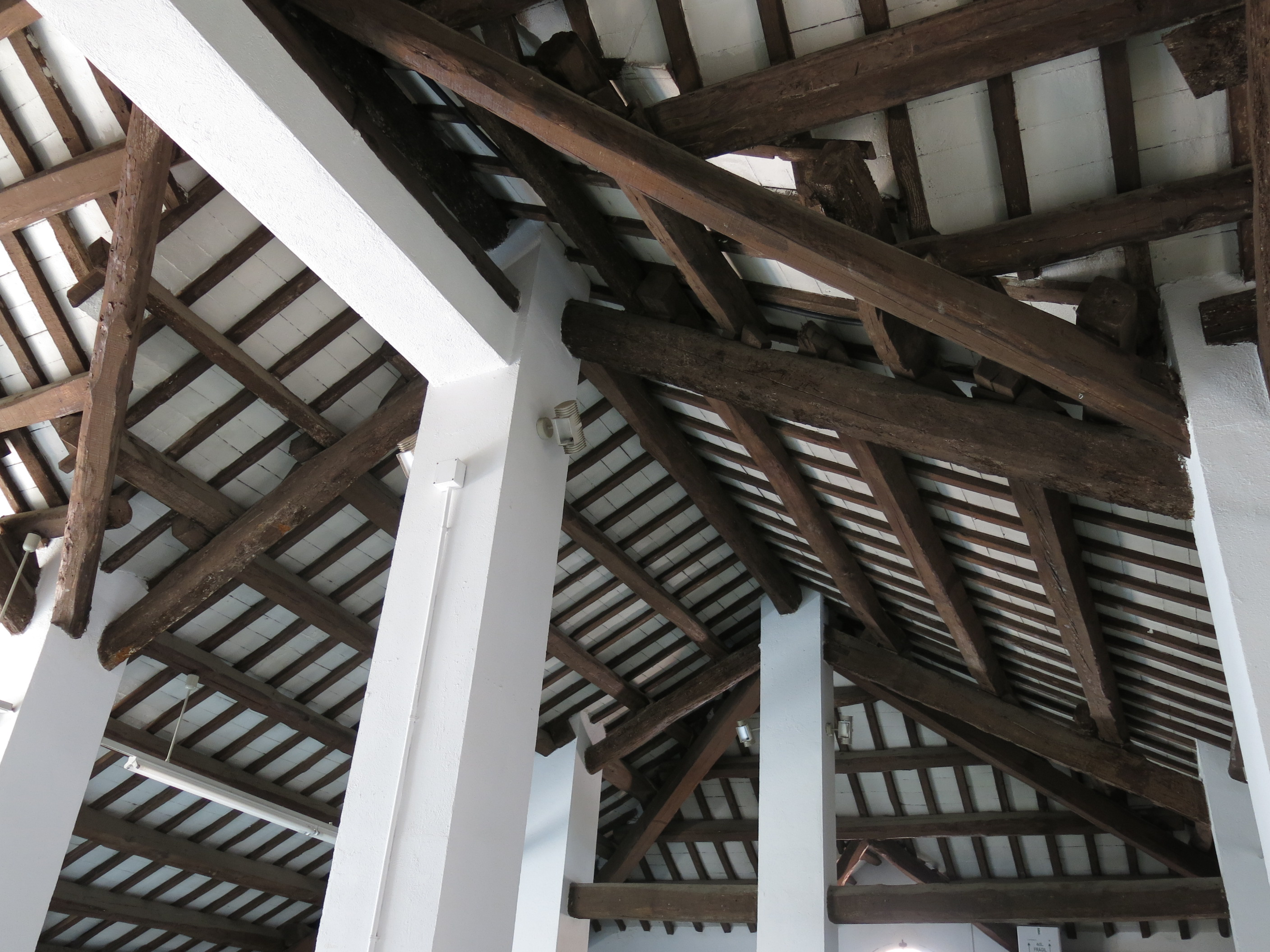